# Antoni Ryniecki
Antoni Franciszek Ryniecki (ur. 18 października 1952 w Końskich) – polski biotechnolog i technolog żywności. Twórca naukowej szkoły suszenia niskotemperaturowego surowców i produktów spożywczych.

## Życiorys
W 1979 uzyskał tytuł magistra inżyniera (automatyka i metrologia elektryczna) na Politechnice Warszawskiej. Tego samego roku podjął pracę na Akademii Rolniczej w Poznaniu. Doktorem nauk technicznych został w 1985 (praca zatytułowana Zastosowanie modelowania i symulacji komputerowej w analizie sterowanego niskotemperaturowego procesu suszenia ziarna pszenicy), a habilitował się w 1994 (praca zatytułowana Optymalizacja systemów sterowania procesem suszenia ziarna pszenicy w temperaturze bliskiej temperaturze otoczenia). Stopień profesora nadzwyczajnego otrzymał w 2007. Od 1998 kierował Zakładem Inżynierii i Aparatury Przemysłu Spożywczego. Od 2008 przewodniczy Rektorskiej Komisji ds. Aparatury.

## Osiągnięcia
Opublikował 108 prac, w tym 38 oryginalnych, naukowych (14 z nich znalazło się na liście filadelfijskiej). Kierował siedmioma projektami badawczymi. Był promotorem dwóch przewodów doktorskich.
Członek Polskiego Towarzystwa Technologów Żywności, były członek The Society for Engineering in Agricultural, Food, and Biological Systems. W l. 1994-95 stypendysta Fulbrighta na University of Florida.

## Zainteresowania
Główne zainteresowania to: modelowanie matematyczne i symulacja komputerowa biosystemów i operacji jednostkowych produkcji żywności, optymalizacja i automatyczne sterowanie procesami produkcyjnymi (zwłaszcza suszeniem surowców biologicznych), automatyczne monitorowanie stanów biologicznych i biochemicznych żywności.

## Wyróżnienia
Otrzymał m.in.:
- Srebrny Krzyż Zasługi (2003),
- wyróżnienie w konkursie Złoty Inżynier 2000 (2001),
- Odznakę honorową „Zasłużony dla Rolnictwa” (1997)[2].